# Addepto
Addepto – międzynarodowa firma konsultingowa zajmująca się sztuczną inteligencją (AI) oraz rozwojem rozwiązań z zakresu analizy danych. Powstała w 2018 roku i ma swoją główną siedzibę w Warszawie. Działa w modelu zdalnym, zatrudniając specjalistów z całego świata. Portfolio Addepto obejmuje globalne firmy, między innymi korporacje z listy Fortune 500.
W 2019 Addepto roku zostało wyróżnione przez 265 Data Science Service jako jedna z najlepszych firm dla Data Scientistów. W 2020 roku Hackernews umieściło ją na liście „Top 30 Business Intelligence Consulting Companies”, a w 2022 roku Forbes wymienił Addepto wśród „Top 10 AI Consulting Companies” obok globalnych graczy, takich jak Capgemini, EY, IBM czy Boston Dynamics. W 2024 roku Addepto znalazło się na liście FT1000 na 128. miejscu.

## Historia
Addepto zostało założone w 2018 roku przez dwóch ekspertów Data Science – Artura Haponika i Edwina Lisowskiego. Siedziba Addepto mieści się w Warszawie.
W 2021 roku w Addepto zainwestowała firma Grape Up w celu poszerzenia swojego portfolio o AI i nowe technologie.
W 2021 roku firma rozszerzyła swoje usługi o Computer Vision. W 2023 roku Addepto zostało umieszczone na liście Deloitte Fast 50 Central Europe.
W 2024 roku firma skupiła się na rozwoju rozwiązań opartych na dużych modelach językowych (LLM), dodając do swojego portfolio pierwszy produkt – ContextClue.

## Wyróżnienia i nagrody
- 2019 – wyróżnienie przez 365 Data Science Service jako jedna z najlepszych firm dla Data Scientistów[4].
- 2020 – uznanie przez Hackernoon jako jedna z „Top 30 Business Intelligence Consulting Companies”[5].
- 2022 – umieszczenie przez Forbes na liście „Top 10 AI Consulting Companies”[6].
- 2023 – umieszczenie przez CSM na liście najlepszych dostawców rozwiązań NLP[13].
- 2023 – umieszczenie na liście MAD Landscape 2023[14].
- 2023 – umieszczenie na liście Deloitte Fast 50 Central Europe 2023[11].
- 2023 – umieszczenie w raporcie Liderzy rewolucji technologicznej. TOP 100 firm AI Driven w regionie CEE przez AI Driven[15].
- 2024 – umieszczenie na liście najlepszych start-upów opartych na sztucznej inteligencji z siedzibą w Polsce przez Human Mag[16].
- 2024 – umieszczenie na liście najlepszych firm Generative AI przez Leeway Heartz[17].